# Lucien Lautrec
Pour les articles homonymes, voir Lautrec.
 (février 2019).
Si vous disposez d'ouvrages ou d'articles de référence ou si vous connaissez des sites web de qualité traitant du thème abordé ici, merci de compléter l'article en donnant les références utiles à sa vérifiabilité et en les liant à la section « Notes et références ».
Lucien Lautrec né le 19 juillet 1909 à Nîmes et mort le 26 novembre 1991 à Paris, est un peintre français.
Il est rattaché à la mouvance non figurative de l'École de Paris.

## Biographie
De 1925 à 1927, Lucien Lautrec est étudiant à l'École des beaux-arts de Nîmes, puis fréquente de 1930 à 1933 l'atelier de fresque de Pierre-Henri Ducos de La Haille à l'École nationale supérieure des beaux-arts de Paris.
Il se lie d'amitié dans les années 1930-1936 avec les peintres Jean Le Moal, Jean Bazaine, Alfred Manessier, avec qui il participe en 1941 à l'exposition des Vingt jeunes peintres de tradition française. Il commence à exposer dès 1936. Sa peinture à cette période est encore figurative.
Après la Seconde Guerre mondiale, le travail de Lucien Lautrec évolue progressivement vers une démarche non figurative où le rythme de la lumière prend une dimension dynamique et singulière. En 1948, il fonde avec Michel Carrade et Robert Lapoujade l'Académie populaire d'Arts plastiques à Paris, et dirige la Direction nationale des Académies populaires de la Fédération nationale des Académies populaires. Cette fédération contribue dans les années 1950-1960 à la formation d'un grand nombre d'artistes, tant à Paris qu'en province.

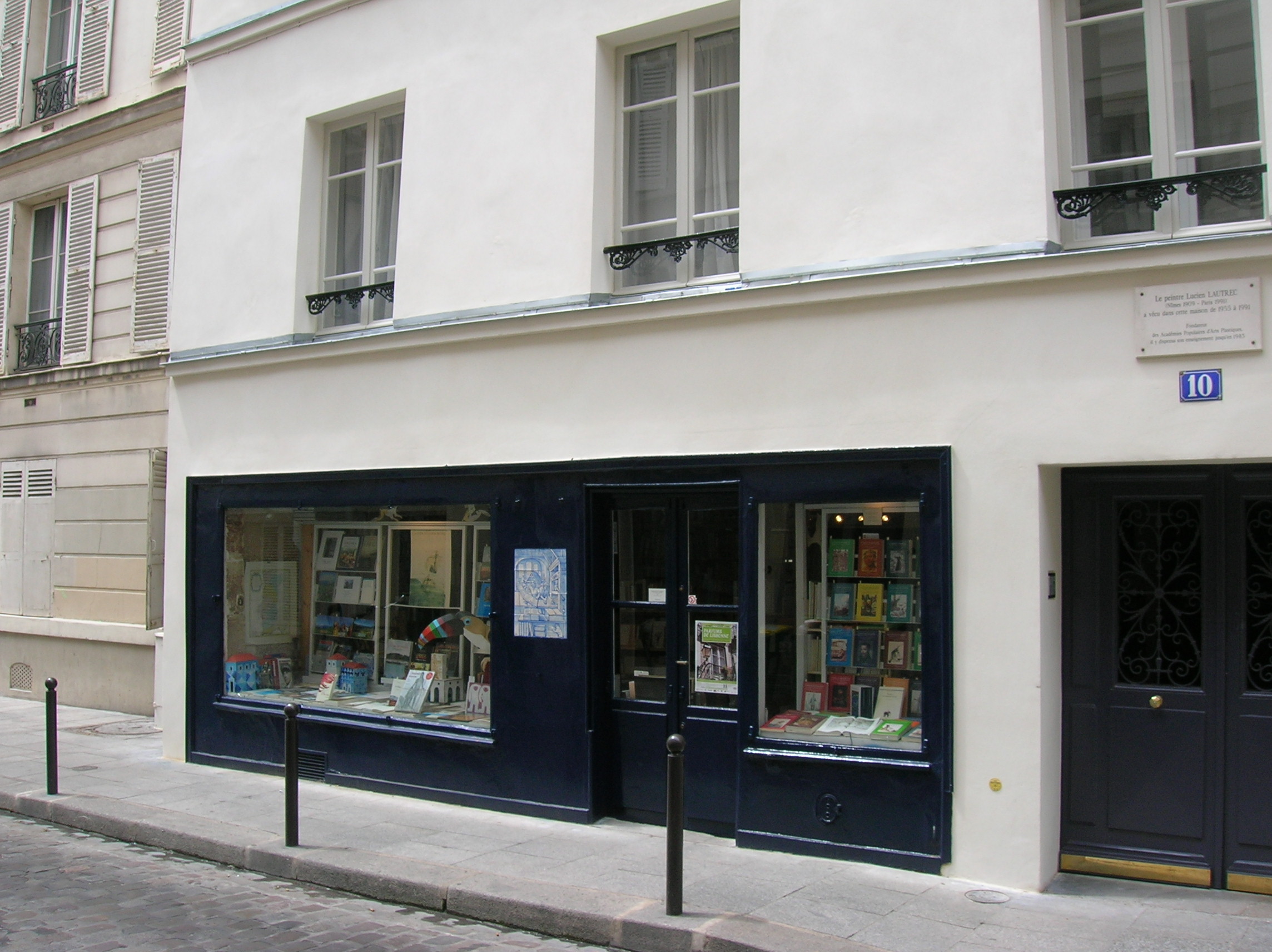
La maison de Lucien Lautrec, rue Tournefort à Paris.

De 1955 à 1979, Lautrec dirige l'Atelier populaire d'arts plastiques dans l'immeuble où se trouve son propre atelier, au 10, rue Tournefort — à proximité de la rue Mouffetard et de la place de la Contrescarpe — dans le 5e arrondissement de Paris. Beaucoup d'artistes importants de l'époque étaient membres du comité directeur de cet atelier. L'Académie était présidée par Jean Bazaine.
Le riche et très technique enseignement dispensé par Lautrec lui-même, entouré de rares collaborateurs dont un sculpteur et un historien du Bauhaus, contraignait ses élèves à un long et rigoureux travail sur la ligne et le point avant de les autoriser à aborder la couleur et à s'exprimer plus librement avec des techniques humides, sur des supports à la préparation desquels ils étaient également initiés. En 1966, les élèves étaient aussi invités à aborder d'autres modes d'expression, notamment la sculpture par le pliage de feuilles de métal et le dessin animé par le grattage de pellicule.
Une plaque commémorative est aujourd'hui apposée sur l'immeuble qui signale que Lucien Lautrec y a habité et y a exercé.

## Réception critique
En juin 1936, Lucien Lautrec reçoit en même temps que Jean Jules Léon Cavaillès, un prix de la Fondation Blumenthal pour la Pensée et l'Art français, assorti d'une bourse de 20 000 francs.
En 1946, Bernard Dorival émettra une critique acerbe de la peinture de Lautrec en affirmant : "Ses tableaux sont moins peints que coloriés, et coloriés dans des couleurs claires et blafardes (...)".
« Lucien Lautrec ne cessera de peindre jusqu'à la fin de sa vie. Les titres de ses œuvres nous rappellent qu'il se réfère constamment à des moments, des sensations, des souvenirs qu'il a gardés de lieux, d'espaces naturels : Matin d'abeille, Montségur, D'un jardin d'Hammamet, Paysage portuaire, Vent léger, Cité Forestière, etc. Quelle soit de grand ou de petit format, la peinture de Lucien Lautrec montre, à travers une rigueur constructive qui le caractérise, un raffinement coloré exceptionnel et une lumière sans cesse renouvelée, des espaces de contemplation et de réflexion à la fois complexes et infinis. Il faut prendre du temps pour regarder ses œuvres, se les approprier et les apprécier. » − Pascale Buttaud[réf. nécessaire]

## Œuvres dans les collections publiques
Chili
- Santiago, ambassade de France.

France
- Houlbec-Cocherel, mairie.
- Lyon, musée des Beaux-Arts.

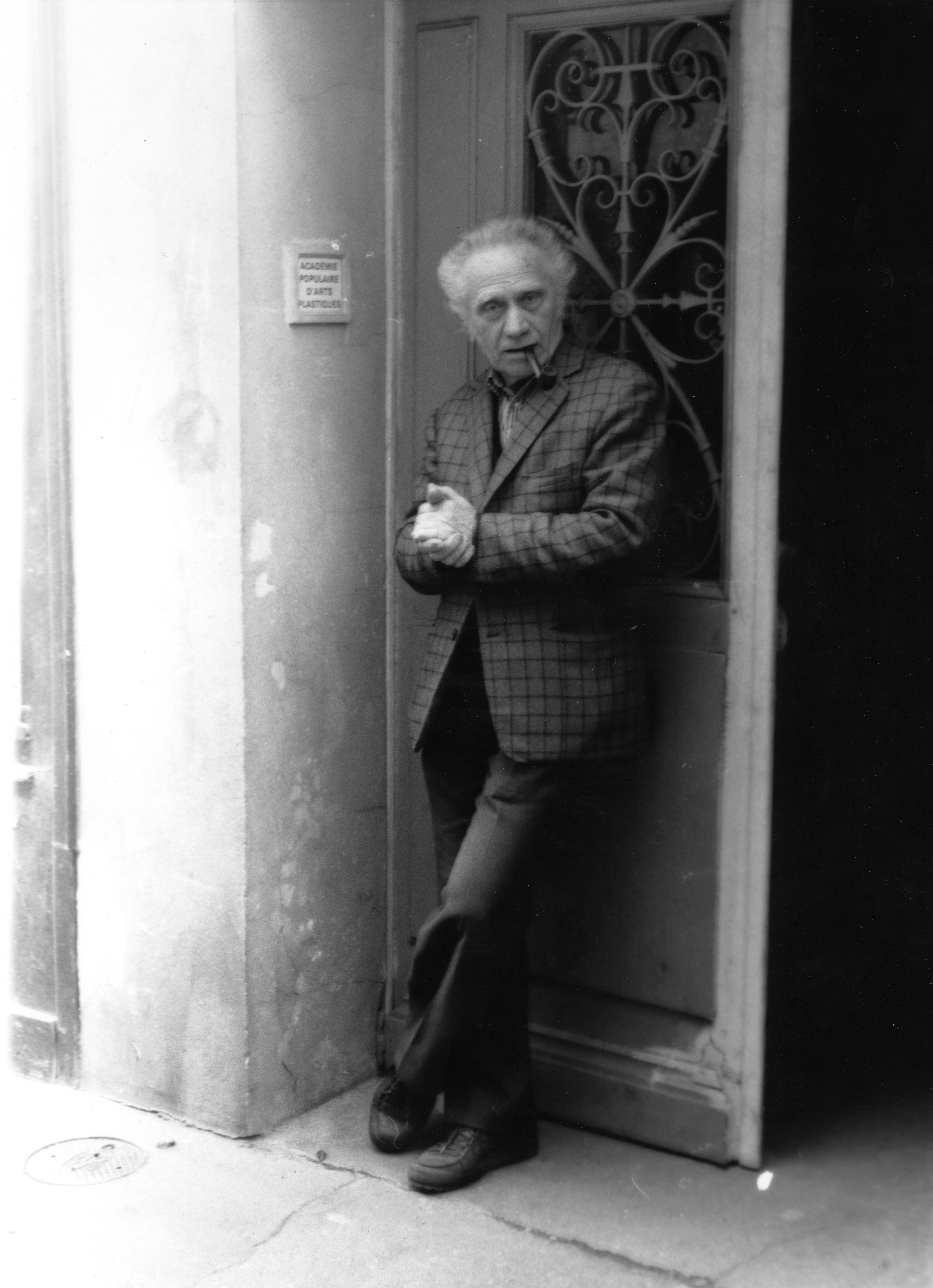
Lucien Lautrec devant l'entrée du 10, rue Tournefort à Paris en octobre 1985.

- Montauban, musée Ingres-Bourdelle.
- Mulhouse, musée des Beaux-Arts.
- Nîmes, musée des Beaux-Arts.
- Paris :
  - Fonds national d'art contemporain ;
  - musée Carnavalet ;
  - musée national d'Art moderne.
- Saint-Denis, musée d'Art et d'Histoire.
- Saint-Dié-des-Vosges, musée Pierre-Noël.
- Saint-Étienne, musée d'Art moderne et contemporain.
- Saint-Rémy-de-Provence, musée Estrine, donation Philippe et Dominique Tailleur.
- Sceaux, Musée du Domaine départemental de Sceaux.

Liban
- Beyrouth, ambassade de France.

## Publications
- Le dessin gestuel, Paris, 1974, 64 p.

#### Catalogues d'exposition
- Lucien Lautrec (16 octobre-3 novembre 1985), Salon d'Automne, Grand-Palais, Paris.
- Les vitraux de la cathédrale de Saint-Dié-des Vosges, Asse, Bazaine, J. Bony, Collot, Gutherz, Elvire Jan, Lautrec, Le Moal, Manessier, C. de Rougemont, Maquettes des vitraux de la cathédrale et œuvres récentes, Musée de Saint-Dié des Vosges, Pâques 1988, conception et maquette Daniel Grandidier, Musée de Saint-Dié, 14 p.
- Florence Viguier, Lucien Lautrec, rétrospective 1934-1989 (28 février-6 mai 1990), Montauban, Musée Ingres, 1990.
- Sylvie Gonzalez, Lucien Lautrec (2 juillet-14 septembre 1992), Musée d'Art et d'Histoire de Saint-Denis, 1992.
- Daniel Grandidier et Pascale Buttaud, Lucien Lautrec, peintre de la lumière (11 juillet-19 août 1992), Tour de la Liberté, Saint-Dié des Vosges, 1992.
- L'œuvre peint de Lucien Lautrec, 1909-1991, La lumière en héritage, ouvrage publié à l'initiative de Françoise Lautrec à l'occasion de l'exposition au musée des Beaux-Arts de Nîmes « Lucien Lautrec, la lumière en héritage » (28 mai-7 novembre 2010), Éditions Singulières, mai 2010, DVD inclus présentant 428 œuvres.
- Lucien Lautrec "Musicamparts", avec le concours de Françoise Lautrec, Mathias Papon, Claude Bogratchew et Annie Cardin, octobre 2015.

### Filmographie
- Interview de Lucien Lautrec par Pascale Buttaud, octobre 1989, film de de Marcel Richard, Françoise le Coz, Christian Do Hu et Pascale Buttaud, 10 minutes.
- Résurrection, 1992, Les vitraux de la cathédrale de Saint Dié des Vosges, de Pascal Bony.